# Aulacomerus yikasus
Aulacomerus yikasus – gatunek błonkówki z rodziny Pergidae.

## Taksonomia
Gatunek ten został opisany w 1990 przez Davida Smitha. Jako miejsce typowe podano obszar położony ok. 25 km (15 mil) na wschód od miejscowości El Palmito w meksykańskim stanie Sinaloa, na wysokości ok. 1500 m n.p.m. (5000 stóp). Holotypem był samiec.

## Zasięg występowania
Ameryka Północna. Znany jedynie z zach. Meksyku, ze stanu Sinaloa.